# Prodeporaus smithii
Prodeporaus smithii is een keversoort uit de familie Rhynchitidae. De wetenschappelijke naam van de soort is voor het eerst geldig gepubliceerd in 1893 door Scudder.